# Азербайджан на зимових Олімпійських іграх 2010
Азербайджан на зимових Олімпійських іграх 2010 представлений 2 спортсменами в 1 виді спорту.

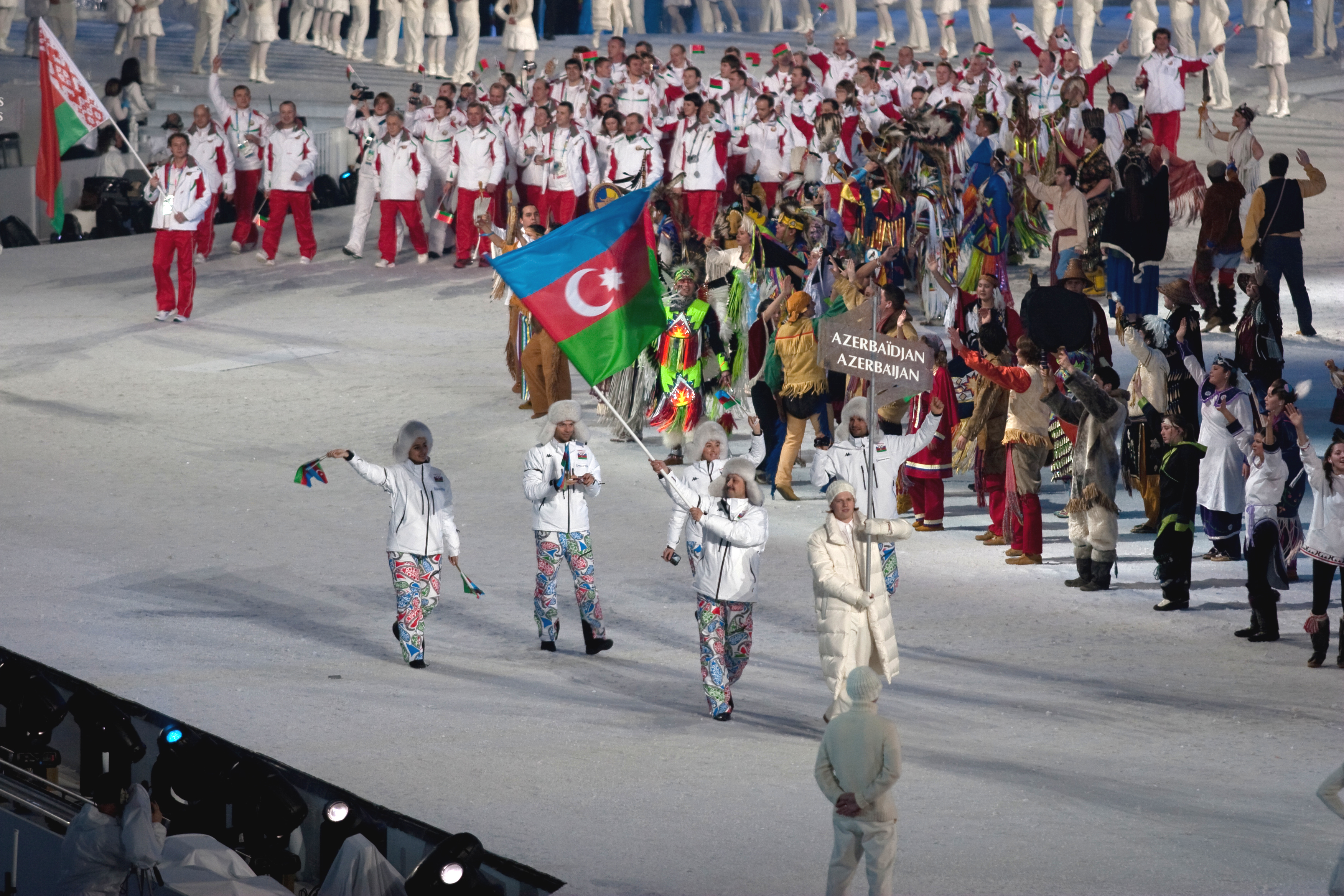
Збірна Азербайджану під час Параду націй на церемонії відкриття Олімпіади

## Гірськолижний спорт
Чоловіки
| Змагання           | Спортсмени | 1 спуск | 2 спуск | Всього  | Відставання | Місце |
| ------------------ | ---------- | ------- | ------- | ------- | ----------- | ----- |
| Гігантський слалом | Седрік Ноц | 1:30,78 | 1:35,20 | 3:05,98 | +28,15      | 72    |
| Слалом             | Седрік Ноц | DNF     | —       | —       | —           | —     |

Жінки
| Змагання           | Спортсмени            | 1 спуск | 2 спуск | Всього  | Відставання | Місце |
| ------------------ | --------------------- | ------- | ------- | ------- | ----------- | ----- |
| Гігантський слалом | Гайя Бассані Антіварі | 1:30,82 | 1:26,05 | 2:56,87 | +29,76      | 57    |
| Слалом             | Гайя Бассані Антіварі | DNF     | —       | —       | —           | —     |